# 中田寛
中田 寛（なかた ひろし、1947年12月13日 - ）は、日本の経営者。アキレス社長を務めた。福岡県出身。

## 経歴
1970年に立命館大学経済学部を卒業し、同年にアキレスに入社。1992年に取締役に就任し、1995年11月に常務、2000年6月に専務、2004年6月に副社長を経て、2005年6月には社長に就任。2012年6月に相談役に就任。